# Halowe Mistrzostwa Europy w Lekkoatletyce 1973 – bieg na 1500 m mężczyzn
Bieg na 1500 metrów mężczyzn – jedna z konkurencji biegowych rozgrywanych podczas halowych lekkoatletycznych mistrzostw Europy w hali Ahoy w Rotterdamie. Eliminacje zostały rozegrane 10 marca, a bieg finałowy 11 marca 1973. Zwyciężył reprezentant Polski Henryk Szordykowski, który był mistrzem w tej konkurencji w 1970 i 1971. Tytułu zdobytego na poprzednich mistrzostwach nie bronił Jacky Boxberger z Francji.

## Rezultaty

### Eliminacje
Rozegrano 2 biegi eliminacyjne, do których przystąpiło 16 biegaczy. Awans do finału dawało zajęcie jednego z pierwszych trzech miejsc w swoim biegu (Q). Skład finału uzupełniło dwóch zawodników z najlepszym czasem wśród przegranych (q).
Opracowano na podstawie materiału źródłowego.
Bieg 1
| Miejsce | Zawodnik            | Czas    | Uwagi |
| ------- | ------------------- | ------- | ----- |
| 1       | Henryk Szordykowski | 3:43,83 | Q     |
| 2       | Herman Mignon       | 3:43,99 | Q     |
| 3       | Klaus-Peter Justus  | 3:44,12 | Q     |
| 4       | Haico Scharn        | 3:44,45 | q     |
| 5       | Michaił Ulimow      | 3:44,48 | q     |
| 6       | Ivan Kováč          | 3:44,58 |       |
| 7       | Roelof Veld         | 3:45,85 |       |
| 8       | Jean-Louis Benoit   | 3:48,98 |       |

Bieg 2
| Miejsce | Zawodnik            | Czas    | Uwagi |
| ------- | ------------------- | ------- | ----- |
| 1       | Jürgen Hemmerling   | 3:44,86 | Q     |
| 2       | Włodzimierz Staszak | 3:45,56 | Q     |
| 3       | Bram Wassenaar      | 3:45,72 | Q     |
| 4       | Edgard Salvé        | 3:45,81 |       |
| 5       | Wołodymyr Jerowenko | 3:48,37 |       |
| 6       | Christian Collisy   | 3:49,42 |       |
| 7       | Juan Borraz         | 3:54,82 |       |
| 8       | Gerd Larsen         | 4:00,97 |       |

### Finał
Opracowano na podstawie materiału źródłowego.
| Miejsce | Zawodnik            | Czas    |
| ------- | ------------------- | ------- |
| 1       | Henryk Szordykowski | 3:43,01 |
| 2       | Herman Mignon       | 3:43,16 |
| 3       | Klaus-Peter Justus  | 3:43,36 |
| 4       | Jürgen Hemmerling   | 3:43,59 |
| 5       | Michaił Ulimow      | 3:44,33 |
| 6       | Haico Scharn        | 3:44,45 |
| 7       | Bram Wassenaar      | 3:44,98 |
| 8       | Włodzimierz Staszak | 3:45,75 |